# Асфелд
Асфелд (фр. Asfeld) је насељено место у Француској у региону Шампањ-Арден, у департману Ардени.
По подацима из 2011. године у општини је живело 1090 становника, а густина насељености је износила 49,12 становника/km².

## Демографија
| 1962. | 1968. | 1975. | 1982. | 1990. | 2011. |
| ----- | ----- | ----- | ----- | ----- | ----- |
| 843   | 803   | 926   | 1.015 | 1.061 | 1.090 |